# Nectandra weddellii
Nectandra weddellii är en lagerväxtart som beskrevs av Carl Daniel Friedrich Meisner. Nectandra weddellii ingår i släktet Nectandra och familjen lagerväxter. Inga underarter finns listade i Catalogue of Life.